# Andrew Wilson (piłkarz)
Andrew Nesbit Wilson (ur. 14 lutego 1896 w Newmains, zm. 15 października 1973 w Londynie) – szkocki piłkarz, występujący na pozycji napastnika w takich klubach jak: Middlesbrough, Chelsea czy Queens Park Rangers, a także w reprezentacji narodowej – w 12 rozegranych spotkaniach strzelił 13 bramek.